# Braunsapis cupulifera
Braunsapis cupulifera är en biart som först beskrevs av Joseph Vachal 1894.  Braunsapis cupulifera ingår i släktet Braunsapis och familjen långtungebin. Inga underarter finns listade.